# Lucha Reyes (Sängerin, 1936)

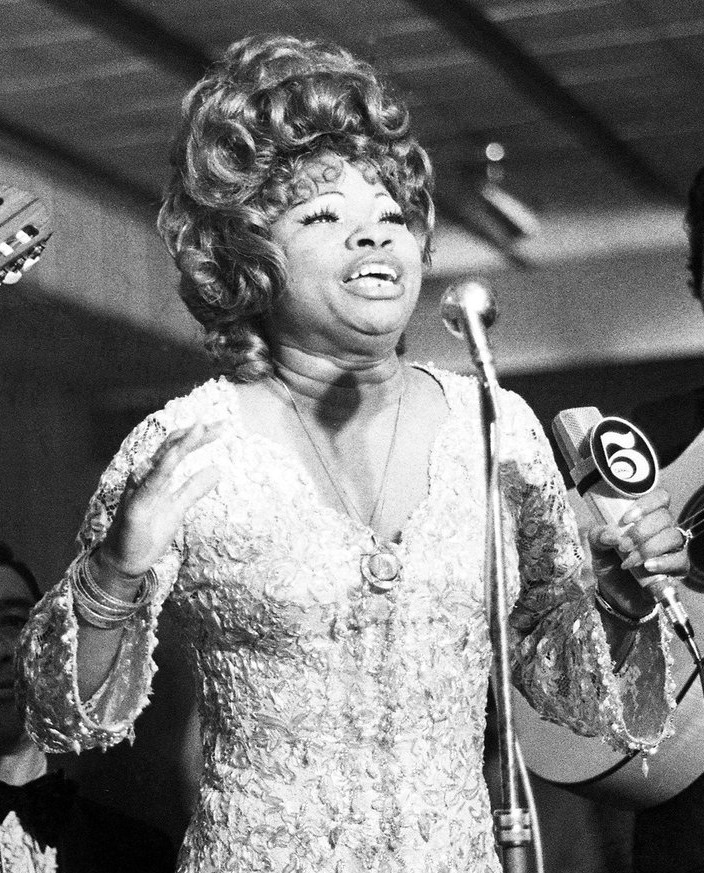
Lucha Reyes

Lucila Justina Sarcines Reyes (* 19. Juli 1936 in Lima; † 31. Oktober 1973 ebenda) war eine der berühmtesten peruanischen Sängerinnen ihrer Zeit, eine der bekanntesten afro-peruanischen Persönlichkeiten, und ein Symbol des peruanischen Nationalismus sowohl in Peru selbst als auch in der peruanischen Emigration.

## Lebensgeschichte
Lucha Reyes wurde in einer armen Familie in der peruanischen Hauptstadt Lima als eines von sechzehn Geschwistern geboren. Als sie sechs Monate alt war, starb ihr Vater Tobias Sarsines. Lucha Reyes wurde zeitweise von Verwandten ihrer Eltern aufgezogen. Um zu überleben, verkaufte sie als Kind Zeitungen und Lotterielose. Zeitweise lebte sie in einer katholischen Kirche, weil das Haus, in dem sie wohnte, abgebrannt war.
Als Kind sang Reyes häufig auf Familienfeiern. Auf einer dieser Feiern traf sie Pitito Perez, der ein bekannter Sänger in Peru war. Perez mochte ihre Stimme und lud sie ein, zusammen ein Duo zu formen, das „Lucha y Juan“ genannt wurde.
Das Duo gab Reyes die Gelegenheit, in nationalen Radiosendungen aufzutreten. Die erste Radioshow in der sie auftrat, hieß „El Sentir de los Barrios“, zu deutsch etwa: „Wie sich die Leute in den Barrios fühlen“. Sie sang das bekannte Lied „Abandonada“ (Verlassen) von Sixto Carrera, ein Lied mit einem Text, der vermutlich auch ihre eigenen Erfahrungen auf den Straßen von Lima spiegelt.
Lucha Reyes lebte ein Leben ähnlich dem in ihren meist tragischen Liedern. Sie heiratete kurzzeitig einen Polizisten und weigerte sich ihr Leben lang, den Grund für die kurze Dauer ihrer Ehe zu verraten. Später wurden bei ihr Tuberkulose und Diabetes diagnostiziert.

## Ihre Kunst
Reyes trat von Zeit zu Zeit in Theaterstücken in der Region Lima auf und spielte schließlich in dem Film „Una Carta al Cielo“ (Ein Brief an den Himmel) von Salvador Oda, der von einem Jungen handelt, dessen tote Mutter zu ihm spricht. Reyes gab dieser toten Mutter ihre Stimme.
Dieser Auftritt überzeugte Reyes, dass sie eine Zukunft auch in der Schauspielerei hatte. Sie trat daraufhin in verschiedenen Theaterstücken auf. Ihre afro-peruanische und kreolische Musik wurde durch die damalige nationalistische Militärregierung gefördert.

Im Jahr 1970 nahm Reyes ihren größten Hit „Regresa“ (Komm wieder) auf, der auch international ein Hit wurde. Nach diesem Erfolg nahm sie ihre erste LP auf und begann ihre einzige internationale Tournee. Eins ihrer Alben, welches 1974 veröffentlicht wurde, heißt „Lucha Por Siempre... Lucha“ und beinhaltet zwölf Lieder.

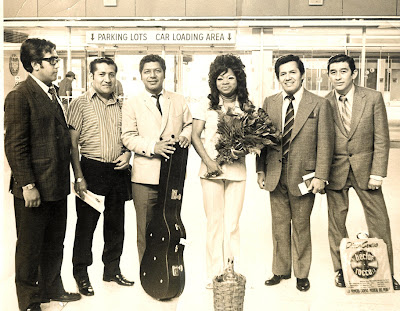
Lucha Reyes in New York

## Alben
| Jahr | Titel                      | Songs | Label      |
| ---- | -------------------------- | ----- | ---------- |
| 1970 | La Morena de Oro Del Peru  | 12    | FTA        |
| 1971 | Una Carta Al Cielo         | 12    | FTA        |
| 1972 | Siempre Criolla            | 12    | FTA        |
| 1973 | Mi Ultima Cancion          | 12    | FTA        |
| 1974 | Regresa                    | 22    | FTA        |
| 1974 | Lucha Por Siempre... Lucha | 12    | FTA        |
| 1975 | El Show De Lucha Reyes     | 11    | Discolando |
| 1977 | La Morena de Oro Del Peru  | 12    | CRC (3)    |

Des Weiteren produzierte Lucha Reyes noch 16 Singles & EPs und 7 Kompilationen.

## Ihre letzten Tage
Ihr Diabetes verschlimmerte sich so, dass sie schließlich erblindete. In der Öffentlichkeit als Idol dargestellt, wollte sie vermutlich ihre Existenz mit einem öffentlichen Auftritt beenden. Lucha Reyes ließ sich von dem Komponisten Pedro Pacheco den Text Mi Ultima Cancion („Mein letztes Lied“) schreiben. Am 30. Oktober 1973, einen Tag vor ihrem Tod, sang sie Mi Ultima Cancion in einer bekannten lokalen Radiostation von Lima live. Einen Tag später, am 31. Oktober 1973, starb Lucha Reyes, auch La Morena de Oro del Perú („Die goldene Farbige Perus“) genannt. Sie ist in Lima begraben.

## Nachwirkungen
Der 31. Oktober wird heute in Peru als der „Tag des kreolischen Liedes“ (Día de la Canción Criolla) begangen. Ihre außerordentliche Bekanntheit vor allem in der indigenen Bevölkerung Perus kommt in der Äußerung „Wer Lucha Reyes nicht kennt, ist kein Peruaner“ zum Ausdruck.